# 第五十三屆超級碗
第五十三届超级碗（Super Bowl LIII）是一场于2018年NFL赛季举行的由美国橄榄球联合会（AFC）冠军新英格兰爱国者与国家橄榄球联合会（NFC）冠军洛杉磯公羊角逐国家美式足球联盟（NFL）总冠军头衔的比赛。本次比賽為第三十六屆超級盃的翻版，當時愛國者以20-17擊敗仍在聖路易的公羊，取得隊史首座超級碗。比赛以爱国者13比3擊敗公羊，取得隊史第六座超級盃告终。

## 背景

### 主辦城市
2015年5月19日，NFL宣佈將會有四座城市分別競逐2019至2021年三年超級碗的舉辦權。NFL 32隊球團的擁有者於2016年5月24日投票選出了第五十三届超级碗的舉行地，四座最後一輪的球場均位於美國東南部：
- 梅賽德斯-賓士體育場，喬治亞州亚特兰大：這會是該球場在2017年落成後首個超級碗。亞特蘭大曾兩次在喬治亞巨蛋舉行超級碗，最近一次為2000年第三十四屆超級盃。
- 硬石體育場，佛羅里達州邁亞密：南佛羅里達州曾舉行六次超級碗, 最近一次為2010年第四十四屆超級盃。
- 梅賽德斯-賓士超級巨蛋，路易斯安娜州新奧爾良: 新奧爾良曾舉行十次超級碗, 最近一次為2013年第四十七屆超級盃。
- 雷蒙詹姆斯體育場，佛羅里達州坦帕：坦帕曾舉行四次超級碗, 最近一次為2009年第四十三屆超級盃。

結果亞特蘭大成功取得第五十三屆超级碗的主辦權，而邁亞密和新奧爾良分別取得第五十四屆超级碗及第五十八屆超级碗主辦權。
2018年2月，NFL公佈本次超級碗標誌。

## 先發陣容

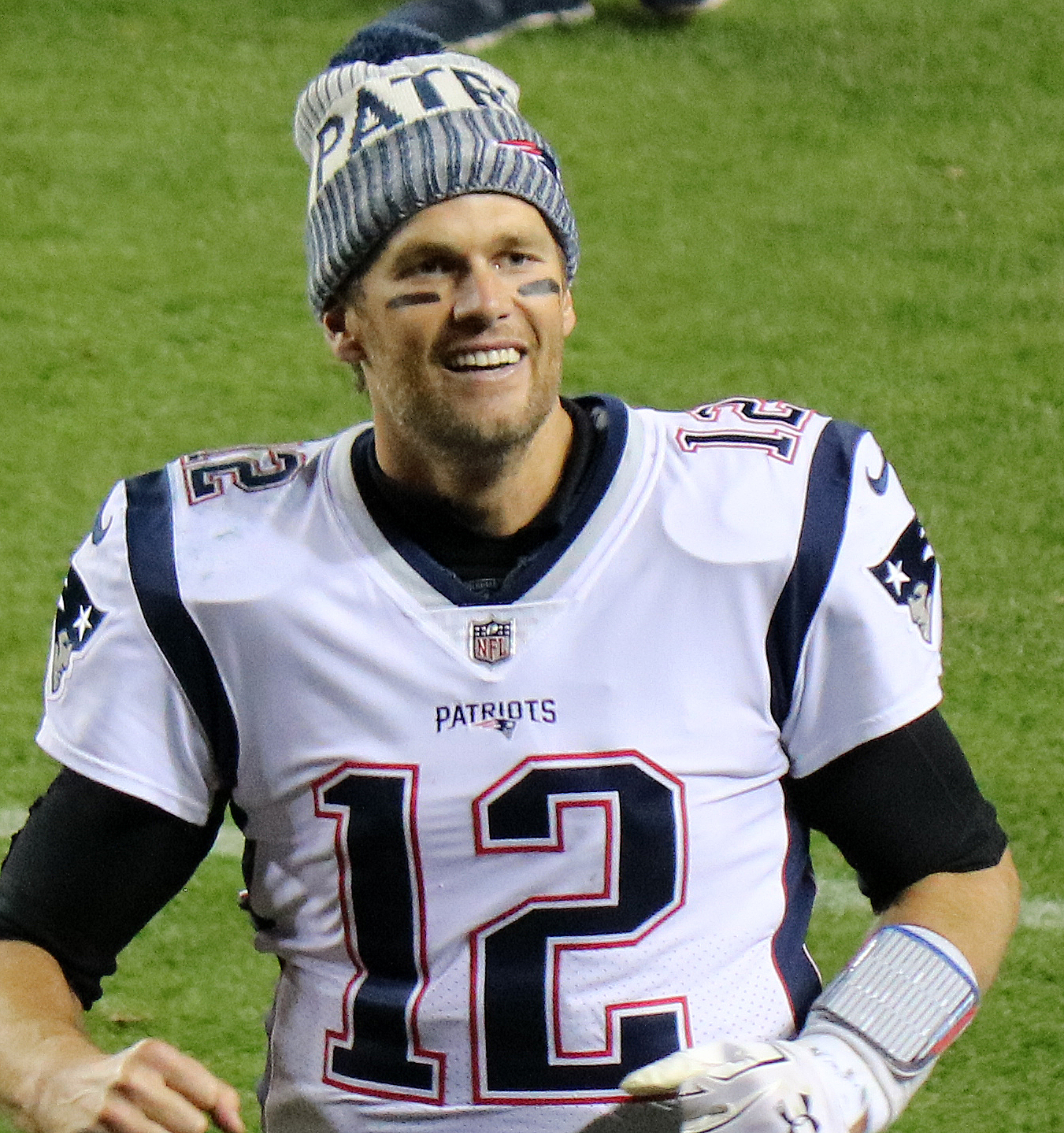
愛國者先發四分衞 湯姆·布雷迪

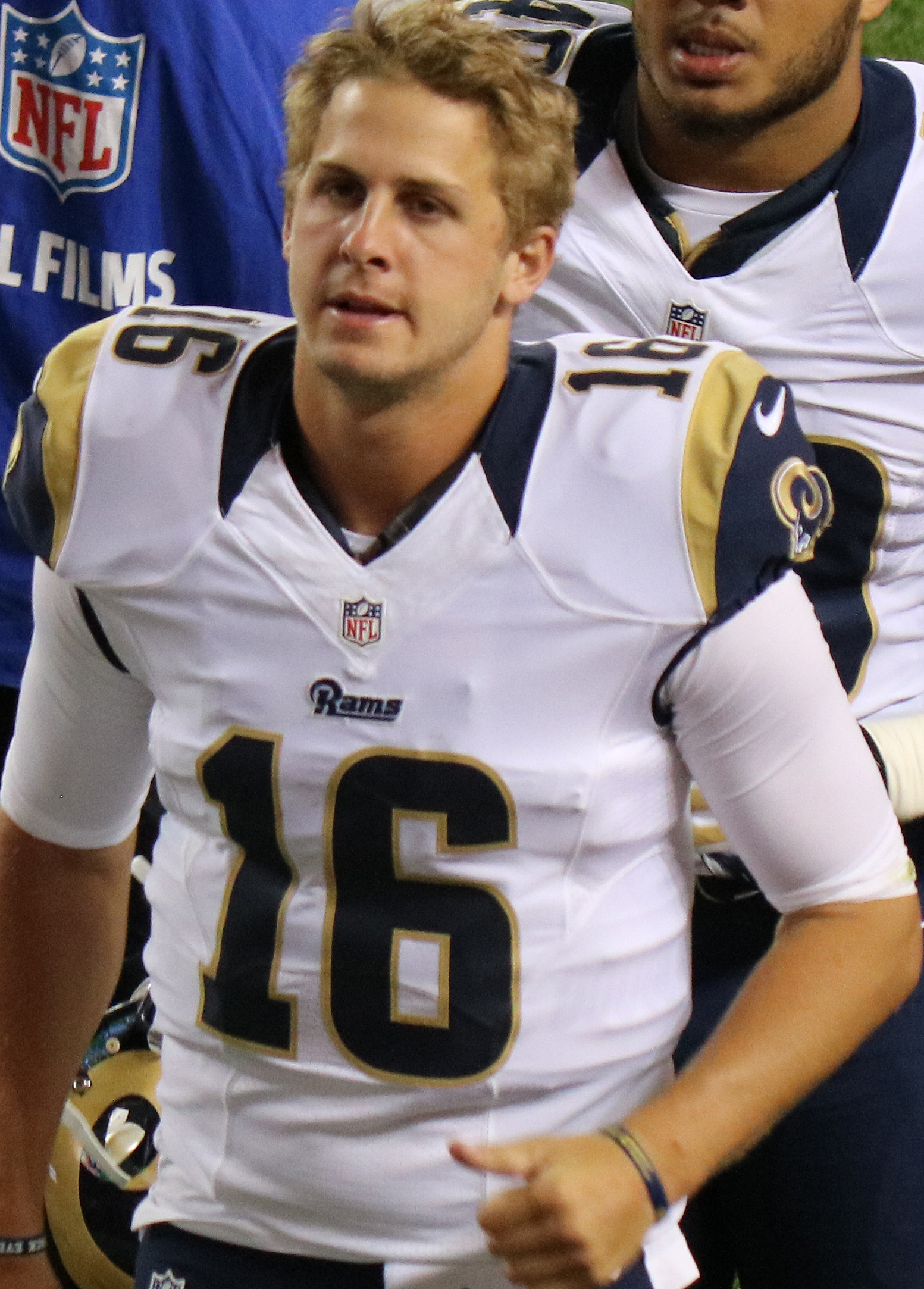
公羊先發四分衞 贾里德·高夫

| 新英倫愛國者      | 位置   | 位置   | 洛杉磯公羊      |
| 進攻組            | 進攻組 | 進攻組 | 進攻組          |
| ----------------- | ------ | ------ | --------------- |
| 克里斯·荷根       | WR     | WR     | 喬許·雷諾士     |
| 朱利安·艾德曼     | WR     | TE     | 泰勒·希比       |
| 特朗頓·布朗       | LT     | LT     | 安德魯·惠特沃思 |
| 喬·圖尼           | LG     | LG     | 羅德格·沙佛爾德 |
| 戴維·安德魯斯     | C      | C      | 約翰·蘇利文     |
| 沙奎爾·梅森       | RG     | RG     | 奥斯丁·布萊特   |
| 馬庫斯·卡農       | RT     | RT     | 羅布·哈芬史坦   |
| 羅布·格隆考夫斯基 | TE     | WR     | 罗伯特·伍兹     |
| 湯姆·布雷迪       | QB     | WR     | 布兰丁·库克斯   |
| 索尼·米歇尔       | RB     | QB     | 贾里德·高夫     |
| 詹姆斯·德維林     | FB     | HB     | 托德·格尔利     |
| 防守組            |        |        |                 |
| 小迪特里奇·懷斯   | RE     | DE     | 邁克爾·布洛克斯 |
| 馬爾科·布朗       | DT     | NT     | 達蒙江·蘇       |
| 勞倫斯·居伊       | DT     | DT     | 亞倫·唐納德     |
| 特雷·弗拉沃斯     | LE     | WILL   | 小丹特·福勒     |
| 凱爾·范·諾伊      | LB     | OLB    | 薩姆森·愛布金姆 |
| 东塔·海塔瓦       | LB     | ILB    | 科里·利特尔顿   |
| 史提芬·吉尔摩尔   | RCB    | ILB    | 馬克·巴隆       |
| 喬納森·瓊斯       | DB     | SS     | 約翰·約翰遜     |
| 德文·麥克爾提     | S      | FS     | 拉馬克斯·喬伊納 |
| 钟家庭            | S      | CB     | 阿奎布·塔利布   |
| 傑森·麥克爾提     | LCB    | CB     | 馬庫斯·彼特斯   |

## 接待
第 53 届超级碗的收视率是出了名的负面。超级碗比赛前两周，国家联盟半决赛中洛杉矶公羊队以可疑的方式击败了新奥尔良圣徒队，引发了争议。比赛临近高潮时，公羊队角卫尼克尔·罗贝-科尔曼对圣徒队外接手汤米·李·刘易斯进行头盔撞击，这可能会构成传球干扰或个人犯规，但没有受到处罚。公羊队赢得比赛后，目睹这一幕的人都感到悲伤和怀疑。距离超级碗还有13天，比赛的收视率大幅下滑，主要是因为全国联赛半决赛中发生的争议。那些不是新英格兰爱国者队或洛杉矶公羊队球迷的人不愿意观看超级碗比赛，而新奥尔良圣徒队的球迷则抗议不观看比赛。美国以外的国家对结果持中立态度，但在超级碗比赛前两周得知这一争议后，收视率迅速下降。
中场表演的表现也好不到哪儿去，因为这也遭到了负面评论。音乐会进行到一半时，栗色五人组主唱亚当·莱文脱掉了衬衫，令所有目睹这一幕的人感到不安。许多资源认为这是橄榄球比赛中场表演中最大的失败之一，这标志着超级碗中场表演连续九年收视率很低。
尽管新英格兰爱国者队以六次超级碗胜利追平了联盟纪录，但大多数观众，尤其是美国以外的观众，最终还是被推到了极限，尤其是看到汤姆·布雷迪和爱国者队重返超级碗。迄今为止，第 53 届超级碗是评分最差的超级碗之一。